# Montserrat Caballero Ramírez
Monserrat Caballero Ramírez (Oaxaca de Juárez, Oaxaca; 29 de junio de 1982) es una política mexicana, integrante del partido político Morena. Fue diputada estatal por el Distrito XIII de Baja California y presidenta municipal en el  XXIV  Ayuntamiento de Tijuana.

## Biografía
Monserrat Caballero nació en la ciudad de Oaxaca de Juárez del cual posteriormente su madre y hermanos, migraron a Tijuana, cuando tenía dos años de edad, siendo la tercera hija de sus seis hermanos. 
Es egresada de la licenciatura en Derecho por el Centro de Enseñanza Técnica y Superior (Cetys) Campus Tijuana, carrera que culminó mientras laboraba en la Procuraduría General de Justicia del Estado de Baja California (PGJE), hoy Fiscalía, en el área de criminalística de su campo.
Laboró también en la Unidad Orgánica de Homicidios Dolosos, como auxiliar en el Ministerio Público, para después en servicios periciales comenzar a desarrollar actividades de perito en criminalística, grafoscopía y estudio sobre causas latentes de suicidios.
De 2019 a 2021 fue diputada por el Distrito XIII en la XXIII Legislatura del Estado de Baja California, pero su carrera política se remonta al 2012, donde participó por la suplencia de una diputación federal a través del partido Movimiento Ciudadano, aunque mostrando de forma abierta su simpatía a la, en ese entonces asociación civil, Movimiento Regeneración Nacional, para posteriormente participar en la afiliación de simpatizantes a este partido después de noviembre de 2012.
En la XXIII Legislatura ejerció como presidenta de la Junta de Coordinación Política de la XXIII Legislatura, siendo la única mujer en encabezarla por tres períodos consecutivos.
En las elecciones estatales de Baja California de 2021 obtuvo la presidencia municipal de Tijuana, convirtiéndose en la primera mujer elegida democráticamente para encabezar dicho ayuntamiento, siendo electa con 193,513 sufragios.

## Controversias

### Polémica en sesión virtual del Congreso Estatal
El 18 de julio de 2020, la entonces diputada local de Baja California, Montserrat Caballero, fue captada en plena sesión virtual del Congreso del Estado con una lata de cerveza marca Tecate en su versión light, tras ser descubierta ocultó rápidamente su cerveza, a los minutos después de que concluyera la sesión fue borrado el vídeo en Youtube. Dicha sesión fue viral a nivel nacional causando polémica.

### Comentarios durante su precampaña para presidir el municipio de Tijuana
Durante mayo del 2021, cuando Monserrat aún figuraba en la competencia para presidir el municipio de Tijuana la morenista presidió un mitin en el cual intentó destacar las oportunidades que la demarcación ofrece a su ciudadanía, entre ellas - tal cual lo dio a entender - la posibilidad de “perderte en las drogas”.
“Si a Tijuana quieres venir, Tijuana te da lo que tú quieras. Si quieres perderte en las drogas, Tijuana te lo da. Si quieres salir adelante, Tijuana te lo da”, comentó la entonces diputada con licencia en un encuentro con jóvenes empresarios.
Estos comentarios desataron una lluvia de críticas a la morenista ya que la acusaban de tipificar a la demarcación como proveedora de narcóticos. Ante ello, el equipo y la propia Monserrat salieron a desmentir el clip, al asegurar que lo dicho había sido sacado de contexto.
“Confirmo y reafirmo que Tijuana es una tierra de prosperidad y libertad, donde tú eliges el tipo de vida que deseas tener: algunos eligen el camino del esfuerzo y el trabajo, otros el camino de las drogas. Y aun así, Tijuana te ampara y te cobija. Amigos, tratarán de sacar de contexto mis palabras, pero no dejaré de amar, respetar y trabajar por mi amada Ciudad”, escribió en sus redes sociales.

### Comentarios después de la jornada violenta en Tijuana del 12 de agosto del 2022
Tras una jornada de violencia que vivió el estado de Baja California el 12 de agosto de 2022, la alcaldesa de Tijuana, Montserrat Caballero, instó al crimen organizado a que "cobre las facturas a quienes no les pagaron lo que les deben”.
Estos comentarios causaron un gran revuelo entre ciudadanos, periodistas, políticos y analistas ya que estos interpretaron el mensaje como una claudicación por parte del gobierno en el municipio frente al crimen organizado; ante las críticas, la alcaldesa dio un mensaje aclaratorio el 15 de agosto de 2022 en el que sostuvo sus declaraciones e insistió en ellas: “Hoy por hoy seguimos con el mismo mensaje: cóbrense las facturas a los malandros. El que entendió, entendió, hablo de manera clara con mis tijuanenses”.
Igualmente durante la mañana del domingo 14 de agosto del 2022, compartió un posicionamiento en el que también pidió que los “malandros arreglen sus cuentas entre ellos, fuera de nuestra ciudad, aquí no los queremos, no se metan con quienes trabajamos todos los días para construir un mejor futuro y una Tijuana para todos”.